# Fortín de Alfonso XIII
El Fortín de Alfonso XIII es uno de los llamados fuertes exteriores de la ciudad española de Melilla. Está ubicado dentro del Cuartel de Alfonso XIII, a las afueras de Melilla, y está catalogado como Bien de Interés Cultural.

## Historia
Fue construido en el siglo XIX para defender al Barrio de Alfonso XIII, al Barrio de la Libertad y a las zonas de huertas, entre ellas, las del Jardín Valenciano de  Melilla de los ataques de los rifeños, dentro de un complejo de edificaciones denominados Fuertes exteriores.

## Descripción
Este fortín tiene un estilo arquitectónico neomedieval y está construido en piedra local para los muros y ladrillo macizo para los arcos y las bóvedas, tiene planta dodecagonal en su primer nivel y redonda en su segundo nivel rematada con almenas.